# Eta Lyrae
Eta Lyrae (Aladfar, η Lyr) – gwiazda w gwiazdozbiorze Lutni. Jest odległa od Słońca o ok. 1388 lat świetlnych.

## Nazwa
Gwiazda ta ma tradycyjną nazwę Aladfar, która wywodzi się od arabskiego słowa ‏الأظفر‎ al-’uz̧fur, co oznacza „szpony (pikującego orła)” i dawniej odnosiło się do innej gwiazdy, Mi Lyrae. Międzynarodowa Unia Astronomiczna w 2017 roku formalnie zatwierdziła użycie nazwy Aladfar dla określenia tej gwiazdy.

## Charakterystyka
Aladfar to błękitny podolbrzym należący do typu widmowego B2,5. Temperatura jego powierzchni jest niepewna, starszy pomiar wskazał wartość 17 950 K, co odpowiada typowi widmowemu, jednak nowszy pomiar dał wartość 16 045, co odpowiadałoby raczej typowi B4. Jego jasność, uwzględniając promieniowanie ultrafioletowe, jest 6500 razy większa od jasności Słońca, a promień 8,4 razy większy. Masa tej gwiazdy to 7,5–8 mas Słońca, ma ona 30 milionów lat i kończy lub zakończyła już etap syntezy wodoru w hel w jądrze. Jest to gwiazda spektroskopowo podwójna, ma bliskiego towarzysza okrążającego podolbrzyma co 56,4 doby, który może być gwiazdą podobną do Słońca, odległą o 0,6 au. Aladfar ma masę nieco poniżej granicy, powyżej której gwiazdy eksplodują jako supernowa, jednak jeśli dojdzie do transferu masy między składnikami układu, może przekroczyć tę granicę i wówczas dojdzie do eksplozji.
Eta Lyrae ma dwóch optycznych towarzyszy: składnik B (gwiazda typu A0) ma obserwowaną wielkość gwiazdową 8,58m i znajduje się 28,2 sekundy kątowej od podolbrzyma; składnik C jest odległy o 161,5″ i ma wielkość 11,42m (pomiary z 2014 r.). Odmienne ruchy własne wskazują, że sąsiedztwo jest przypadkowe.